# Athyrma subpunctata
Athyrma subpunctata är en fjärilsart som beskrevs av Bethune-Baker 1906. Athyrma subpunctata ingår i släktet Athyrma och familjen nattflyn. Inga underarter finns listade i Catalogue of Life.